# Port lotniczy Uranium City
Port lotniczy Uranium City (IATA: YBE, ICAO: CYBE) – międzynarodowy port lotniczy położony w Uranium City, w prowincji Saskatchewan, w Kanadzie.